# Liste der Monuments historiques in Ville-sur-Lumes
Die Liste der Monuments historiques in Ville-sur-Lumes führt die Monuments historiques in der französischen Gemeinde Ville-sur-Lumes auf.

## Liste der Objekte
| Bezeichnung                | Beschreibung                                                          | Standort                                                      | Kennzeichnung | Schutzstatus | Datum | Bild |
| -------------------------- | --------------------------------------------------------------------- | ------------------------------------------------------------- | ------------- | ------------ | ----- | ---- |
| Skulptur Heilige Philomena | Holz, farbig gefasst und vergoldet, erste Hälfte des 19. Jahrhunderts | in der Kirche Nativité-de-la-Bienheureuse-Vierge-Marie (Lage) | PM08001139    | Classé       | 1978  |      |